# 横山隆一記念まんが館
横山隆一記念まんが館（よこやまりゅういちきねんまんがかん）は、高知県高知市にある横山隆一の美術館である。

## 概要
漫画『フクちゃん』や『デンスケ』で知られ、漫画家で初の文化功労者（1994年）になった横山隆一を顕彰する目的で、2002年4月7日に開館した。高知市の多機能型文化ホール・高知市文化プラザかるぽーとの3～5階にある。
横山は開館半年前に亡くなっており（2001年11月8日に、92歳で死去）、地元新聞でも彼の死が悔やまれていた。開館にあたって開かれた、横山隆一記念まんが館開館記念特別企画では、岩本久則,鈴木義司,ちばてつや,藤子不二雄Ⓐの横山と親しかった漫画家、『フクちゃん』の大ファンだった石原慎太郎 、佐竹茂市初代館長が集って、彼を偲ぶ座談会が行われた。
館内は、『フクちゃん』にまつわる展示・オブジェ・資料がメイン。またミュージアムショップや図書館・「まんがライブラリー」も併設され、「まんがライブラリー」では横山の作品だけで無く、やなせたかし,はらたいらなどの高知県出身の漫画家の作品も入っており、自由に閲覧できる。目玉展示として、高さ9メートルの魚のオブジェ「魚タワー」が挙げられる。
また、「全国高等学校漫画選手権大会〜まんが甲子園〜」のメイン展示会場にもなっている。

## 施設データ

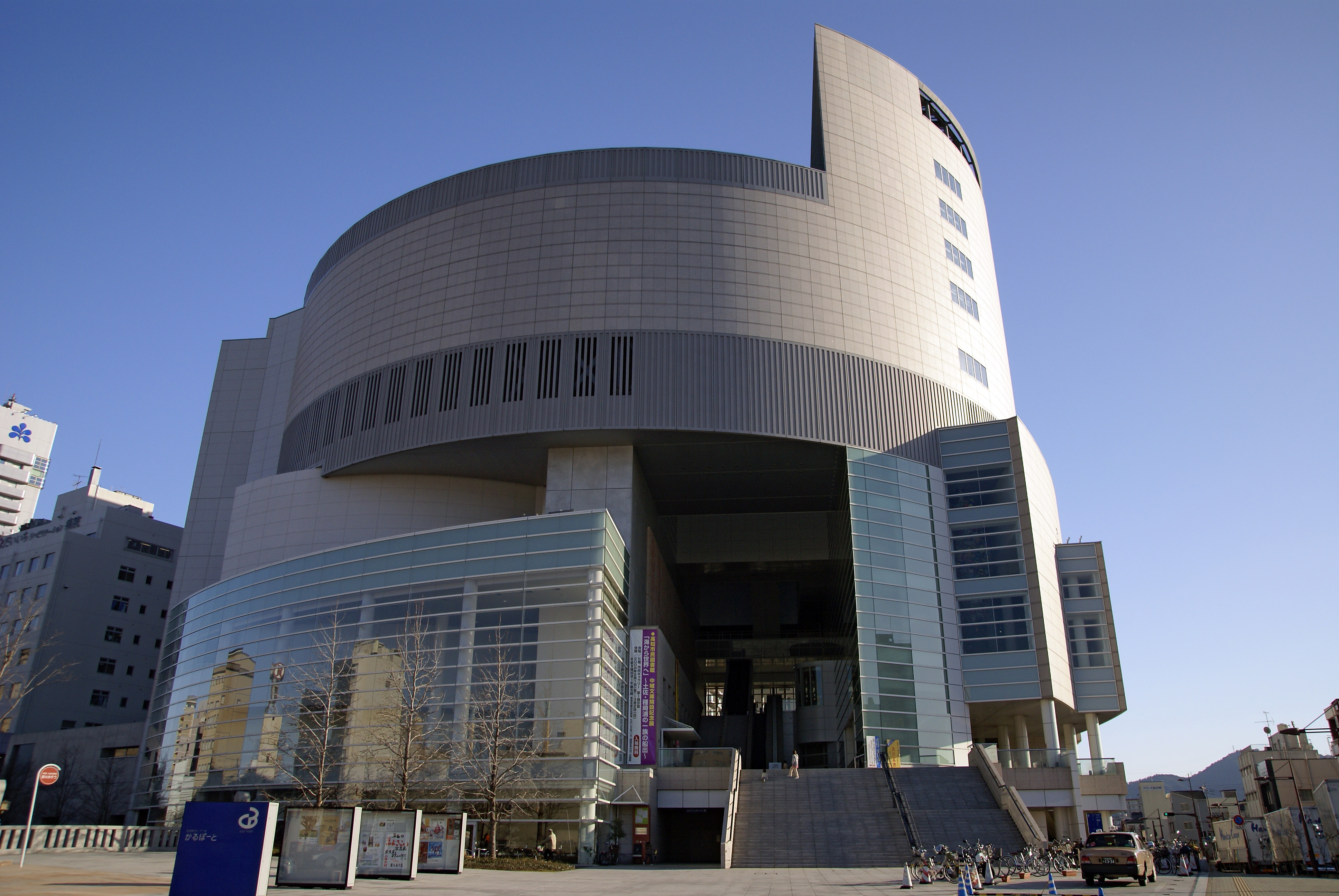
高知市文化プラザかるぽーと

- 〒781-9529　高知県高知市九反田2番1号（高知市文化プラザかるぽーと 3～5階）
- 指定管理者は、公益財団法人高知市文化振興事業団

## 利用案内
- 開館時間：9:00～18:00
- 休館日：毎週月曜日（祝日・振替休日の場合は開館）、年末年始（12月28日～1月4日）
- 入館料：一般400円、65歳以上：200円、高校生以下：無料（ただし、「まんがライブラリー」のみの利用は無料）
  - 団体割引（全体で20名様以上）：一般320円
  - 身体障害者手帳（1、2級）、療育手帳及び精神障害者保健福祉手帳をお持ちの方とその介護者１名は、上記金額から半額

## 沿革
- 2002年4月7日、 高知市の高知市文化プラザかるぽーと内に開館。

## 交通アクセス
- とさでん交通後免線菜園場町停留場より徒歩3分。
- とさでん交通バス八幡通バス停下車、徒歩1分。
- 高知自動車道高知ICより約10分
- 高知龍馬空港より空港連絡バスで約30分、はりまや橋下車、徒歩1分。料金700円。
- 高知龍馬空港より約30分
  - ※駐車場あり（200台）。料金…30分毎に150円。